# Storm (nazistisk tidskrift)
Storm, svensk tidskrift, vars nummer 3-10 var organ för Vitt Ariskt Motstånd och med nr 11, utkommet 1994, under redaktionell medverkan av Tommy Rydén blev organ för Stockholms Unga Nationalsocialister (UNS). Tidskriftens logotyp bestod av en varghake genomstruken av ett svärd.
Personerna bakom tidskriften organiserade även "vit makt"-konserter i Södertälje med omnejd. När de började drömma om väpnad kamp och bildade VAM så åkte flertalet fast för en rad grova brott och tidningens utgivning upphörde. Av personerna med anknytning till gruppen som gav ut Storm är idag Klas Lund aktiv i Svenska motståndsrörelsen.
Såsom ansvarig utgivare angavs i tidskriften den fiktive "löjtnant Erik Storm".